# 산업관계
산업관계(Industrial relations) 또는 고용관계, 노사관계(employment relations)는 직원 관계를 연구하는 학문 분야이다. 여기에는 고용주와 직원, 노동자/조합, 고용주 단체와 국가 간 복잡한 상호관계를 의미한다.
노사관계라는 용어가 점차 우위를 점하고 있는데 그 이유는 산업관계라는 용어가 상대적으로 좁은 함축적 의미를 담고 있는 것으로 종종 간주되기 때문이다. 그럼에도 불구하고 산업관계는 가장 포괄적인 의미에서 노사관계와 관련되는 일이 많으며 여기에는 "비산업적" 노사관계가 포함된다. 인적자원관리와도 관련되어 보기도 한다.
기업가와 노동자 사이의 관계(노사관계) 속에서 일어난 갈등은 노사갈등이라고 한다.

## 노사관계
노사관계는 근대적인 산업사회를 특징짓는 현상이다. 노동조합이 근로자의 이익을 대표하여 사용자, 즉 경영자측과 대등한 입장에서 단체교섭을 한다는 것은 산업에 민주주의를 확립하는 것이 되고 그것은 또한 정치적 민주주의의 기반이기도 하다. 노동력 밖에 가진 것이 없는 근로자는 개인적으로는 경제력을 가지고 있는 경영자와 대등한 거래를 할 수 없다. 여기에서 근로자는 단결하여 조직화함으로써 그 집단적인 노동력을 배경삼아 사용자와의 거래의 대등성을 획득하고, 산업 혹은 기업내부에서 대등한 발전을 확보할 수 있게 된다. 경영의 민주화란 바로 이와 같은 노사관계의 산물인 것이다.
노사관계는 이처럼 사용자와 종업원의 관계를 일방적인 예속관계에서 해방하는 역할을 하는 동시에, 또한 종업원의 임금, 기타 노동조건의 향상을 가능하게 하고 종업원의 경제적·사회적 지위의 개선을 가져오게 한다.

## 노사협의
경영자와 노동자가 대등한 입장에 서서 노사 쌍방이 이해관계를 공통으로 하고 있는 생산·경영 등의 문제에 관해 협의하고, 상호 이해를 깊이하며, 경영자측에 협력하기 위해서 설치된 제도, 구체적으로는 경영자협의회·노사위원회 등이 이것에 해당한다.이것은 노동자의 인간적 욕구를 충족하고 경영에의 참가의식을 높여 노사관계의 개선을 도모하고 아울러 생산성 향상에도 도움이 되도록 하고자 한 것이다. 그러나 일반적으로는 생산경영에 관한 최종결정권은 경영측이 갖는다. 다만 결정까지의 과정에서 노동자가 의견을 말하고 상담하고 쌍방이 납득할 수 있는 선에서 결정하는 것이 본래의 취지이다.

## 참고 문헌
- Ackers, Peter (2002). “Reframing Employment Relations: The Case for Neo-Pluralism”. 《Industrial Relations Journal》 33 (1): 2–19. doi:10.1111/1468-2338.00216. ISSN 1468-2338.
- ———  (2004). 《The Global Evolution of Industrial Relations: Events, Ideas, and the IIRA》 (PDF). Geneva: International Labour Office. ISBN 978-92-2-114153-2. 2018년 7월 13일에 확인함.
- Lewis, Philip; Thornhill, Adrian; Saunders, Mark (2003). 《Employee Relations: Understanding The Employment Relationship》. Harlow, England: Prentice Hall. ISBN 978-0-273-64625-9.
- Banfield, Paul; Kay, Rebecca (2008). 《Introduction to Human Resource Management》 1판. Oxford: Oxford University Press. ISBN 978-0-19-929152-6.